# Kliplev Sogn
Kliplev Sogn er et sogn i Aabenraa Provsti (Haderslev Stift).
Kliplev Sogn hørte til Lundtoft Herred i Aabenraa Amt. Kliplev sognekommune blev ved kommunalreformen i 1970 indlemmet i Lundtoft Kommune, der ved strukturreformen i 2007 indgik i Aabenraa Kommune.
I Kliplev Sogn ligger Kliplev Kirke.
I sognet findes følgende autoriserede stednavne:
- Bjergskov (bebyggelse)
- Bjerndrup (bebyggelse, ejerlav)
- Bjerndrup Mølleå (vandareal)
- Bjerndrup Vestermark (bebyggelse)
- Bjerndrup Østermark (bebyggelse)
- Grotten (bebyggelse)
- Holm (bebyggelse)
- Holm Mark (bebyggelse)
- Hostrup Sø (vandareal)
- Kliplev (bebyggelse, ejerlav)
- Kliplev Mark (bebyggelse)
- Kliplev Nørremark (bebyggelse)
- Kliplev Søndermark (bebyggelse)
- Lille Lundtoft (bebyggelse)
- Lille Søgård Sø (vandareal)
- Lundtoft (bebyggelse, ejerlav)
- Lundtoft Mark (bebyggelse)
- Lundtoftbjerg (landbrugsejendom)
- Nørrestrøm (vandareal)
- Perbøl (bebyggelse, ejerlav)
- Perbøl Mark (bebyggelse)
- Stejl (bebyggelse)
- Store Søgård Sø (vandareal)
- Søgård (bebyggelse)
- Søgårdshede (bebyggelse)
- Søgårdsmark (bebyggelse)
- Sønderkobbel (bebyggelse)
- Visgårde (bebyggelse, ejerlav)
- Årtoft (bebyggelse)
- Årtoft Mark (bebyggelse)

## Afstemningsresultat
Folkeafstemningen ved Genforeningen i 1920 gav i Kliplev Sogn 748 stemmer for Danmark, 187 for Tyskland. Af vælgerne var 81 tilrejst fra Danmark, 63 fra Tyskland.